# Charidotella linigera
Charidotella linigera es un coleóptero de la familia Chrysomelidae.
Fue descrita científicamente en 1862 por Boheman.